# Hoyle’s Games
Hoyle — серия компьютерных игр в настольном жанре, разработанных компанией Sierra Entertainment. Серия началась в 1989 году с игры Hoyle's Official Book of Games Volume 1. Отличительными чертами этой серии являются приятный графический дизайн, понятный геймплей, плавная анимация, спокойная музыка, множество настроек.
Серия игр Hoyle была названа в честь англичанина Эдмонда Хойла (1672—1769), преподавателя, писателя, юриста. Он был известен как эксперт по правилам и стратегиям по карточным, настольным играм, включая шахматы и нарды. Правила Хойла при игре в вист использовались до 1864 г. Под влиянием их в английском языке сложилось выражение «по Хойлу» («according to Hoyle»), то есть «по всем правилам».
По мнению издания Computer Gaming World, данная серия игр примечательна тем, что в некоторых из них встречаются персонажи на основе реальных.

## Список игр серии
- Hoyle’s Official Book of Games Volume 1
- Hoyle Classic
- Hoyle Classic Games (1995)
- Hoyle Classic Games 2 (1999)
- Hoyle Classic Solitaire (1996, 1998)
- Hoyle Classic Board Games (1997)
- Hoyle Board Games (1998, 1999, 2000, 2001, 2002)
- Hoyle Classic Board Games Collection (2012)
- Hoyle Card Games (1997, 1999, 2000, 2001, 2002, 2003, 2004, 2005)
- Hoyle Card Games (2010)
- Hoyle Card Games (2012)
- Hoyle Bridge (1997)
- Hoyle Backgammon
- Hoyle Blackjack (1997)
- Hoyle Hearts & Spades (1998, 1999)
- Hoyle Backgammon & Cribbage
- Hoyle Craps & Blackjack (1999)
- Hoyle Crosswords (1999)
- Hoyle Enchanted Puzzles
- Hoyle Kids Games (2000, 2001)
- Hoyle Children’s Collection (1996)
- Hoyle Children’s Collection (2007)
- Hoyle Slots & Video Poker (1999)
- Hoyle Slots (2001)
- Hoyle Solitaire and Mahjong Tiles (1999, 2000)
- Hoyle Classic Poker
- Hoyle Friday Night Poker
- Hoyle Puzzle Games (2002, 2003)
- Hoyle Puzzle & Board Games (2004)
- Hoyle Puzzle & Board Games (2008)
- Hoyle Puzzle & Board Games (2009)
- Hoyle Casino and Word Games (1999)
- Hoyle Classic Casino
- Hoyle Casino (1996, 1997, 1998, 1999, 2000, 2001, 2002, 2003, 2004)
- Hoyle Casino Empire (2002)
- Hoyle Casino 3D (2004)
- Hoyle Table Games (2003)
- Hoyle Word Games (1999, 2000, 2001)
- Hoyle Majestic Chess (2003)
- Hoyle Bridge & Euchre (1998, 1999)
- Hoyle Texas Hold’Em (2006)
- Hoyle Battling Ships & War (1998)
- Hoyle Mahjong Tiles (2000)
- Hoyle Puzzle Board Games (2012)
- Hoyle Classic Board Game Collection 2 (2012)
- Hoyle Card, Puzzle & Board Games (2013)
- Hoyle Card Games (Game Boy Color)

## Сборники
- Xplosiv (2001)

Содержит игры Hoyle Board Games, Hoyle Card Games и Hoyle Casino.
- Hoyle Collection (2003)

Содержит игры Hoyle Card Games и Hoyle Casino.
- Hoyle Games 2003 (2003)
- Hoyle Classic Games Pack: Fun for the Whole Family (2003)

Содержит игры Hoyle Classic Games 2, Hoyle Slots/Video Poker, Hoyle Solitaire/Majong и Hoyle Friday Night Poker.
- Hoyle Game Collection (2001)

Содержит игры Hoyle Board Games, Hoyle Card Games, Hoyle Texas Hold’Em и Hoyle Slots & Video Poker.